# Marek Gajda
Marek Gajda (ur. 10 października 1993 w Gliwicach) – polski piłkarz plażowy, reprezentant Polski. W piłce plażowej gra w ekstraklasowej Boce Gdańsk. W sezonie 2015 zawodnik został wypożyczony na jeden turniej Bundesligi do drużyny Sandball Lipsk.

## Osiągnięcia

### Mistrzostwa Polski
- III miejsce - 2017

### Młodzieżowe Mistrzostwa Polski
- I miejsce - 2014
- II miejsce - 2013
- III miejsce - 2011

### Turnieje towarzyskie
- I miejsce - Chodecz Beach Soccer Cup - 2015
- II miejsce - Milenium Beach Soccer Cup - 2014